# Tổng Công ty Thành An, Bộ Quốc phòng (Việt Nam)
Tổng Công ty Thành An  Phiên hiệu quân sự là Binh đoàn 11 trực thuộc Bộ Quốc phòng Việt Nam là đơn vị doanh nghiệp quân đội thi công xây lắp các công trình quốc phòng, công nghiệp, giao thông, thủy điện và dân dụng, đầu tư phát triển kinh doanh nhà  và sản xuất vật liệu xây dựng, rà phá bom mìn, xử lý vật liệu nổ... góp phần phát triển kinh tế, tăng cường tiềm lực quốc phòng.
- Ngày Truyền thống: 11-6-1982[1]

## Lịch sử hình thành và phát triển
- Thực hiện chủ trương đẩy mạnh việc kiện toàn tổ chức đi đôi với cơ sở vật chất để từng bước xây dựng quân đội chinh quy hiện đại. Đầu năm 1961, Tổng cục Hậu cần đã loại biên và chuyển 40 cơ sở sản xuất hậu cần quân đội ra dân sự, đồng thời thành lập mới 5 Tổng đội Công trình trực thuộc Cục Doanh trại và một số Đội Công trình trực thuộc các Quân khu cũng được thành lập... để thực hiện nhiệm vụ xây dựng doanh trại, kho tàng, nhà xưởng, bệnh viện, nhà an dưỡng... Đây chính là những đơn vị tiền thân của Binh đoàn 11.
- Sau năm 1975, một số đơn vị xây dựng cơ bản tiếp tục được hình thành và phát triển lên thành một lực lượng hùng hậu, gồm: 2 đơn vị cấp sư đoàn, 6 đơn vị cấp trung, lữ đoàn, thuộc Tổng cục Hậu cần, Tổng cục Kỹ thuật, Tổng cục Công nghiệp quốc phòng, Bộ Tư lệnh Hải quân.
- Ngày 11/6/1982, Bộ Quốc phòng ra Quyết định số 903/QP thành lập Binh đoàn 11 trực thuộc Bộ Quốc phòng (là Binh đoàn xây dựng cơ bản đầu tiên của Quân đội) trên cơ sở sáp nhập toàn bộ các lực lượng chuyên ngành xây dựng cơ bản trong toàn quân (gồm 2 đơn vị cấp sư đoàn, 6 đơn vị cấp trung, lữ đoàn).
- Từ năm 1987 đến năm 2010, do yêu cầu nhiệm vụ xây dựng quân đội trong tình hình mới, Binh đoàn 11 về trực thuộc TCHC - Bộ Quốc phòng. Giai đoạn này, Binh đoàn 11 có nhiều thay đổi về cơ cấu tổ chức và tên gọi (dân sự) khác nhau: Đoàn 11 (5/1988), Tổng công ty Xây dựng 11 (4/1991), Tổng công ty Thành An (4/1996).
- Từ năm 2007 Tổng công ty Thành An (Binh đoàn 11) chuyển sang hoạt động theo mô hình công ty mẹ - công ty con.
- Thực hiện Quyết định số 2247/QĐ-BQP ngày 29/6/2010 của Bộ trưởng Bộ Quốc phòng, Tổng công ty Thành An (Binh đoàn 11) được chuyển thành Công ty trách nhiệm hữu hạn một thành viên, hoạt động theo mô hình công ty mẹ - công ty con. Là doanh nghiệp kinh tế quốc phòng trực thuộc Bộ Quốc phòng.
- Ngày 23 tháng 8 năm 2011, Bộ Quốc phòng ra Quyết định số 3036/QĐ-BQP điều động Công ty Đầu tư xây lắp và Thương mại 36 về trực thuộc Bộ Quốc phòng.

## Lãnh đạo hiện nay
- Tư lệnh, Chủ tịch HĐTV kiêm Tổng Giám đốc: Thiếu tướng Nguyễn Ngọc Dũng
- Phó Tư lệnh kiêm Phó Tổng Giám đốc: Đại tá Vũ Văn Điềm
- Phó Tư lệnh kiêm Phó Tổng Giám đốc: Đại tá Nguyễn Chiến
- Phó Tư lệnh kiêm Phó Tổng Giám đốc: Đại tá Nguyễn Đức Hồng
- Phó Tư lệnh kiêm Phó Tổng Giám đốc: Thượng tá Ninh Thu Trang

## Tổ chức

### Khối công ty mẹ
- Công ty Tư vấn Thành An 191
- Công ty Thành An 195 [2]
- Công ty Thành An 141
- Công ty Thành An 116
- Công ty Thành An 119
- Công ty Thành An 171
- Trung tâm Giáo dục Nghề nghiệp Thành An
- Trung tâm rà phá bom mìn và kiểm định chất lượng xây dựng Thành An 161
- Trung tâm Cung ứng và Xuất khẩu lao động Thành An
- Các Ban Điều hành Dự Án: 11E

### Các Công ty con
- Tổng Công ty 789 (Quyết định số: 76/QĐ-BQP ngày 07/01/2023 của Bộ trưởng Bộ Quốc phòng về việc điều chuyển nguyên trạng Tổng công ty 789 từ trực thuộc Binh đoàn 11 (Tổng công ty Thành An) về trực thuộc Bộ Quốc phòng)
- Công ty CP Đầu tư và xây lắp Thành An 117
- Công ty CP Xây lắp Thành An 96
- Công ty CP Đầu tư và Xây lắp Thành An 386
- Công ty CP Đầu tư và Xây lắp Thành An 665

## Thành tích
- Huân chương Quân công Hạng nhất[3].
- Huân chương Quân công hạng Nhì (1985).
- 02 Huân chương Quân công hạng Ba (1984, 2012).
- 02 Huân chương lao động hạng Nhất (2002, 2005).

- Huân chương Tự do hạng Nhì của CHDCND Lào[4].

## Tư lệnh, Tổng giám đốc qua các thời kỳ
- Lê Trung Ngôn, Thiếu tướng - (1982-1986)
- Nguyễn Đàm, Đại tá - (7/1986-5/1988)
- Nguyễn Văn Ngoạn, Đại tá - (7/1988-9/1989)
- Nguyễn Tiến Long, Đại tá - (4/1991-1999)
- Phạm Trinh Hà, Đại tá - (3/1999-02/2002)
- Phạm Gia Thọ, Đại tá - (3/2002-10/2005)
- Trần Xuân Cảnh, Đại tá - (10/2005-7/2008)
- Bùi Quang Vinh, Thiếu tướng - (8/2008-3/2012)
- Võ Hồng Thắng, Thiếu tướng -  (4/2012-3/2016)
- Nguyễn Quốc Dũng, Thiếu tướng - (3/2016 - 12/2022)
- Nguyễn Ngọc Dũng, Thiếu tướng - (12/2022 - nay)